# Vidskriven cirkel

Skiss på tre vidskrivna cirklarna

De tre vidskrivna cirklarna till en triangel är de cirklar som tangerar en sida samt förlängningen av de andra två. Deras medelpunkter ligger i skärningspunkterna mellan de yttre bisektriserna (det vill säga bisektriserna till yttervinklarna) till två hörn och den inre (den vanliga) bisektrisen till det tredje hörnet i triangeln.